# Liste des anciennes communes d'Eure-et-Loir
Cette page retrace toutes les modifications communales dans le département d'Eure-et-Loir : les anciennes communes qui ont existé depuis la Révolution française, ainsi que les créations, les modifications officielles de nom ainsi que les échanges de territoires entre communes.
En 1800, le territoire du département d'Eure-et-Loir comportait 460 communes. Le département compte aujourd'hui 363 communes (au 1er janvier 2025). C'est par vagues successives assez prononcées que le nombre de communes a décru dans ce département : dans les années 1820-1840, puis dans la foulée de la loi Marcellin dans les années 1970, et enfin avec la loi NOTRe. Finalement, le nombre de communes a décru d'une centaine.
Au cours de ces 220 années, seules 3 créations auront été effectuées (encore s'agit-il de rétablissements de communes ayant été auparavant supprimées).

## Transfert vers un département
| Département d'origine | Département de rattachement | Communes concernées                                                   | Décision                   |
| --------------------- | --------------------------- | --------------------------------------------------------------------- | -------------------------- |
| Eure-et-Loir          | Essonne                     | Dommerville (à l'occasion de sa fusion avec la commune d'Angerville.) | 30 septembre 1974 (décret) |

## Fusions
| Nom de la nouvelle commune     | Communes réunies                                  | Régime | Date (et nature) de la décision                     | Date d'effet                   |
| ------------------------------ | ------------------------------------------------- | --- | --------------------------------------------------- | ------------------------------ |
| Neuville Saint Denis           | Rouvray-Saint-Denis                               | commune nouvelle (avec communes déléguées)                                                                 | 3 décembre 2024 (Arrêté)                            | 1er janvier 2025               |
| Neuville Saint Denis           | Barmainville                                      | commune nouvelle (avec communes déléguées)                                                                 | 3 décembre 2024 (Arrêté)                            | 1er janvier 2025               |
| Neuville Saint Denis           | Neuvy-en-Beauce                                   | commune nouvelle (avec communes déléguées)                                                                 | 3 décembre 2024 (Arrêté)                            | 1er janvier 2025               |
| Janville-en-Beauce             | Janville                                          | commune nouvelle (avec communes déléguées),                                                                | 19 décembre 2018 (Arrêté) 27 décembre 2018 (Arrêté) | 1er janvier 2019               |
| Janville-en-Beauce             | Allaines-Mervilliers                              | commune nouvelle (avec communes déléguées),                                                                | 19 décembre 2018 (Arrêté) 27 décembre 2018 (Arrêté) | 1er janvier 2019               |
| Janville-en-Beauce             | Le Puiset                                         | commune nouvelle (avec communes déléguées),                                                                | 19 décembre 2018 (Arrêté) 27 décembre 2018 (Arrêté) | 1er janvier 2019               |
| Saintigny                      | Saint-Denis-d'Authou                              | commune nouvelle (avec communes déléguées)                                                                 | 19 décembre 2018 (Arrêté)                           | 1er janvier 2019               |
| Saintigny                      | Frétigny                                          | commune nouvelle (avec communes déléguées)                                                                 | 19 décembre 2018 (Arrêté)                           | 1er janvier 2019               |
| Arcisses                       | Margon                                            | commune nouvelle (avec communes déléguées)                                                                 | 14 novembre 2018 (Arrêté)                           | 1er janvier 2019               |
| Arcisses                       | Brunelles                                         | commune nouvelle (avec communes déléguées)                                                                 | 14 novembre 2018 (Arrêté)                           | 1er janvier 2019               |
| Arcisses                       | Coudreceau                                        | commune nouvelle (avec communes déléguées)                                                                 | 14 novembre 2018 (Arrêté)                           | 1er janvier 2019               |
| Éole-en-Beauce                 | Éole-en-Beauce                                    | commune nouvelle (avec 5 communes déléguées : Viabon, Baignolet, Fains-la-Folie Germignonville et Villeau) | 30 octobre 2018 (Arrêté) 13 décembre 2018 (Arrêté)  | 1er janvier 2019               |
| Éole-en-Beauce                 | Villeau                                           | commune nouvelle (avec 5 communes déléguées : Viabon, Baignolet, Fains-la-Folie Germignonville et Villeau) | 30 octobre 2018 (Arrêté) 13 décembre 2018 (Arrêté)  | 1er janvier 2019               |
| Saint-Denis-Lanneray           | Saint-Denis-les-Ponts                             | commune nouvelle (SANS communes déléguées depuis le 14-3-2020)                                             | 31 juillet 2018 (Arrêté)                            | 1er janvier 2019               |
| Saint-Denis-Lanneray           | Lanneray                                          | commune nouvelle (SANS communes déléguées depuis le 14-3-2020)                                             | 31 juillet 2018 (Arrêté)                            | 1er janvier 2019               |
| Authon-du-Perche               | Authon-du-Perche                                  | commune nouvelle (avec communes déléguées)                                                                 | 9 juillet 2018 (Arrêté) ,                           | 1er janvier 2019               |
| Authon-du-Perche               | Soizé                                             | commune nouvelle (avec communes déléguées)                                                                 | 9 juillet 2018 (Arrêté) ,                           | 1er janvier 2019               |
| Dangeau                        | Dangeau                                           | commune nouvelle (SANS communes déléguées)                                                                 | 29 septembre 2017 (Arrêté)                          | 1er janvier 2018               |
| Dangeau                        | Bullou                                            | commune nouvelle (SANS communes déléguées)                                                                 | 29 septembre 2017 (Arrêté)                          | 1er janvier 2018               |
| Dangeau                        | Mézières-au-Perche                                | commune nouvelle (SANS communes déléguées)                                                                 | 29 septembre 2017 (Arrêté)                          | 1er janvier 2018               |
| Villemaury                     | Saint-Cloud-en-Dunois                             | commune nouvelle (SANS communes déléguées depuis le 15-3-2020)                                             | 9 septembre 2016 (Arrêté)                           | 1er janvier 2017               |
| Villemaury                     | Civry                                             | commune nouvelle (SANS communes déléguées depuis le 15-3-2020)                                             | 9 septembre 2016 (Arrêté)                           | 1er janvier 2017               |
| Villemaury                     | Lutz-en-Dunois                                    | commune nouvelle (SANS communes déléguées depuis le 15-3-2020)                                             | 9 septembre 2016 (Arrêté)                           | 1er janvier 2017               |
| Villemaury                     | Ozoir-le-Breuil                                   | commune nouvelle (SANS communes déléguées depuis le 15-3-2020)                                             | 9 septembre 2016 (Arrêté)                           | 1er janvier 2017               |
| Cloyes-les-Trois-Rivières      | Cloyes-sur-le-Loir                                | commune nouvelle (SANS communes déléguées depuis le 14-3-2020)                                             | 25 mai 2016 (Arrêté)                                | 1er janvier 2017               |
| Cloyes-les-Trois-Rivières      | Autheuil                                          | commune nouvelle (SANS communes déléguées depuis le 14-3-2020)                                             | 25 mai 2016 (Arrêté)                                | 1er janvier 2017               |
| Cloyes-les-Trois-Rivières      | Charray                                           | commune nouvelle (SANS communes déléguées depuis le 14-3-2020)                                             | 25 mai 2016 (Arrêté)                                | 1er janvier 2017               |
| Cloyes-les-Trois-Rivières      | Douy                                              | commune nouvelle (SANS communes déléguées depuis le 14-3-2020)                                             | 25 mai 2016 (Arrêté)                                | 1er janvier 2017               |
| Cloyes-les-Trois-Rivières      | La Ferté-Villeneuil                               | commune nouvelle (SANS communes déléguées depuis le 14-3-2020)                                             | 25 mai 2016 (Arrêté)                                | 1er janvier 2017               |
| Cloyes-les-Trois-Rivières      | Le Mée                                            | commune nouvelle (SANS communes déléguées depuis le 14-3-2020)                                             | 25 mai 2016 (Arrêté)                                | 1er janvier 2017               |
| Cloyes-les-Trois-Rivières      | Montigny-le-Gannelon                              | commune nouvelle (SANS communes déléguées depuis le 14-3-2020)                                             | 25 mai 2016 (Arrêté)                                | 1er janvier 2017               |
| Cloyes-les-Trois-Rivières      | Romilly-sur-Aigre                                 | commune nouvelle (SANS communes déléguées depuis le 14-3-2020)                                             | 25 mai 2016 (Arrêté)                                | 1er janvier 2017               |
| Cloyes-les-Trois-Rivières      | Saint-Hilaire-sur-Yerre                           | commune nouvelle (SANS communes déléguées depuis le 14-3-2020)                                             | 25 mai 2016 (Arrêté)                                | 1er janvier 2017               |
| Vald'Yerre                     | Arrou                                             | commune nouvelle (SANS communes déléguées depuis le 11-7-2020)                                             | 25 mai 2016 (Arrêté)                                | 1er janvier 2017               |
| Vald'Yerre                     | Boisgasson                                        | commune nouvelle (SANS communes déléguées depuis le 11-7-2020)                                             | 25 mai 2016 (Arrêté)                                | 1er janvier 2017               |
| Vald'Yerre                     | Châtillon-en-Dunois                               | commune nouvelle (SANS communes déléguées depuis le 11-7-2020)                                             | 25 mai 2016 (Arrêté)                                | 1er janvier 2017               |
| Vald'Yerre                     | Courtalain                                        | commune nouvelle (SANS communes déléguées depuis le 11-7-2020)                                             | 25 mai 2016 (Arrêté)                                | 1er janvier 2017               |
| Vald'Yerre                     | Langey                                            | commune nouvelle (SANS communes déléguées depuis le 11-7-2020)                                             | 25 mai 2016 (Arrêté)                                | 1er janvier 2017               |
| Vald'Yerre                     | Saint-Pellerin                                    | commune nouvelle (SANS communes déléguées depuis le 11-7-2020)                                             | 25 mai 2016 (Arrêté)                                | 1er janvier 2017               |
| Eole-en-Beauce                 | Viabon                                            | commune nouvelle (avec communes déléguées)                                                                 | 17 décembre 2015 (Arrêté)                           | 1er janvier 2016               |
| Eole-en-Beauce                 | Baignolet                                         | commune nouvelle (avec communes déléguées)                                                                 | 17 décembre 2015 (Arrêté)                           | 1er janvier 2016               |
| Eole-en-Beauce                 | Fains-la-Folie                                    | commune nouvelle (avec communes déléguées)                                                                 | 17 décembre 2015 (Arrêté)                           | 1er janvier 2016               |
| Eole-en-Beauce                 | Germignonville                                    | commune nouvelle (avec communes déléguées)                                                                 | 17 décembre 2015 (Arrêté)                           | 1er janvier 2016               |
| Theuville                      | Theuville                                         | commune nouvelle (SANS communes déléguées)                                                                 | 10 décembre 2015 (Arrêté)                           | 1er janvier 2016               |
| Theuville                      | Pézy                                              | commune nouvelle (SANS communes déléguées)                                                                 | 10 décembre 2015 (Arrêté)                           | 1er janvier 2016               |
| Auneau-Bleury-Saint-Symphorien | Auneau                                            | commune nouvelle (avec communes déléguées)                                                                 | 26 novembre 2015 (Arrêté)                           | 1er janvier 2016               |
| Auneau-Bleury-Saint-Symphorien | Bleury-Saint-Symphorien                           | commune nouvelle (avec communes déléguées)                                                                 | 26 novembre 2015 (Arrêté)                           | 1er janvier 2016               |
| Gommerville                    | Gommerville                                       | commune nouvelle (SANS communes déléguées depuis le 1-3-2020)                                              | 26 novembre 2015 (Arrêté)                           | 1er janvier 2016               |
| Gommerville                    | Orlu                                              | commune nouvelle (SANS communes déléguées depuis le 1-3-2020)                                              | 26 novembre 2015 (Arrêté)                           | 1er janvier 2016               |
| Mittainvilliers-Vérigny        | Mittainvilliers                                   | commune nouvelle (SANS communes déléguées)                                                                 | 30 septembre 2015 (Arrêté)                          | 1er janvier 2016               |
| Mittainvilliers-Vérigny        | Vérigny                                           | commune nouvelle (SANS communes déléguées)                                                                 | 30 septembre 2015 (Arrêté)                          | 1er janvier 2016               |
| Les Villages Vovéens           | Voves                                             | commune nouvelle (avec communes déléguées)                                                                 | 30 septembre 2015 (Arrêté)                          | 1er janvier 2016               |
| Les Villages Vovéens           | Montainville                                      | commune nouvelle (avec communes déléguées)                                                                 | 30 septembre 2015 (Arrêté)                          | 1er janvier 2016               |
| Les Villages Vovéens           | Rouvray-Saint-Florentin                           | commune nouvelle (avec communes déléguées)                                                                 | 30 septembre 2015 (Arrêté)                          | 1er janvier 2016               |
| Les Villages Vovéens           | Villeneuve-Saint-Nicolas                          | commune nouvelle (avec communes déléguées)                                                                 | 30 septembre 2015 (Arrêté)                          | 1er janvier 2016               |
| Goussainville                  | Goussainville                                     | commune nouvelle (SANS communes déléguées)                                                                 | 7 novembre 2014 (Arrêté)                            | 1er janvier 2015               |
| Goussainville                  | Champagne                                         | commune nouvelle (SANS communes déléguées)                                                                 | 7 novembre 2014 (Arrêté)                            | 1er janvier 2015               |
| Bleury-Saint-Symphorien        | Bleury                                            | commune nouvelle (SANS communes déléguées)                                                                 | 27 décembre 2011 (Arrêté)                           | 1er janvier 2012               |
| Bleury-Saint-Symphorien        | Saint-Symphorien-le-Château                       | commune nouvelle (SANS communes déléguées)                                                                 | 27 décembre 2011 (Arrêté)                           | 1er janvier 2012               |
| Boutigny-Prouais               | Boutigny-sur-Opton                                | fusion association                                                                                         | 29 décembre 1972 (Arrêté)                           | 29 décembre 1972               |
| Boutigny-Prouais               | Prouais                                           | fusion association                                                                                         | 29 décembre 1972 (Arrêté)                           | 29 décembre 1972               |
| Nogent-le-Roi                  | Nogent-le-Roi                                     | fusion association                                                                                         | 26 décembre 1972 (Arrêté)                           | 27 décembre 1972               |
| Nogent-le-Roi                  | Vacheresses-les-Basses                            | fusion association                                                                                         | 26 décembre 1972 (Arrêté)                           | 27 décembre 1972               |
| Gommerville                    | Gommerville                                       | fusion simple                                                                                              | 15 décembre 1972 (Arrêté)                           | 19 décembre 1972               |
| Gommerville                    | Grandville-Gaudreville                            | fusion simple                                                                                              | 15 décembre 1972 (Arrêté)                           | 19 décembre 1972               |
| Senonches                      | Senonches                                         | fusion association                                                                                         | 15 décembre 1972 (Arrêté)                           | 22 décembre 1972               |
| Senonches                      | Tardais                                           | fusion association                                                                                         | 15 décembre 1972 (Arrêté)                           | 22 décembre 1972               |
| Senonches                      | La Ville-aux-Nonains                              | fusion association                                                                                         | 15 décembre 1972 (Arrêté)                           | 22 décembre 1972               |
| La Framboisière-la-Saucelle    | La Framboisière (commune rétablie en 1987)        | fusion association (dissoute en 1987)                                                                      | 13 décembre 1972 (Arrêté)                           | 22 décembre 1972               |
| La Framboisière-la-Saucelle    | La Saucelle (commune rétablie en 1987)            | fusion association (dissoute en 1987)                                                                      | 13 décembre 1972 (Arrêté)                           | 22 décembre 1972               |
| Maillebois                     | Maillebois                                        | fusion association (Saint-Maixme est rétablie en 1982)                                                     | 13 décembre 1972 (Arrêté)                           | 26 décembre 1972               |
| Maillebois                     | Blévy                                             | fusion association (Saint-Maixme est rétablie en 1982)                                                     | 13 décembre 1972 (Arrêté)                           | 26 décembre 1972               |
| Maillebois                     | Dampierre-sur-Blévy                               | fusion association (Saint-Maixme est rétablie en 1982)                                                     | 13 décembre 1972 (Arrêté)                           | 26 décembre 1972               |
| Maillebois                     | Saint-Maixme-Hauterive (commune rétablie en 1982) | fusion association (Saint-Maixme est rétablie en 1982)                                                     | 13 décembre 1972 (Arrêté)                           | 26 décembre 1972               |
| Berchères-Saint-Germain        | Berchères-la-Maingot                              | fusion association                                                                                         | 11 décembre 1972 (Arrêté)                           | 14 décembre 1972               |
| Berchères-Saint-Germain        | Saint-Germain-la-Gâtine                           | fusion association                                                                                         | 11 décembre 1972 (Arrêté)                           | 14 décembre 1972               |
| Allaines-Mervilliers           | Allaines                                          | fusion association (jusqu'commune associée en 2019(Mervilliers perd le statut de,                          | 7 décembre 1972 (Arrêté)                            | 28 décembre 1972               |
| Allaines-Mervilliers           | Mervilliers                                       | fusion association (jusqu'commune associée en 2019(Mervilliers perd le statut de,                          | 7 décembre 1972 (Arrêté)                            | 28 décembre 1972               |
| Crucey-Villages                | Crucey                                            | fusion association                                                                                         | 7 décembre 1972 (Arrêté)                            | 22 décembre 1972               |
| Crucey-Villages                | Mainterne                                         | fusion association                                                                                         | 7 décembre 1972 (Arrêté)                            | 22 décembre 1972               |
| Crucey-Villages                | Vitray-sous-Brézolles                             | fusion association                                                                                         | 7 décembre 1972 (Arrêté)                            | 22 décembre 1972               |
| Saint-Sauveur-Marville         | Saint-Sauveur-Levasville                          | fusion association                                                                                         | 4 décembre 1972 (Arrêté)                            | 20 décembre 1972               |
| Saint-Sauveur-Marville         | Marville-les-Bois                                 | fusion association                                                                                         | 4 décembre 1972 (Arrêté)                            | 20 décembre 1972               |
| Gallardon                      | Gallardon                                         | fusion association (fusion simple depuis le 1-1-2016)                                                      | 27 novembre 1972 (Arrêté)                           | 13 décembre 1972               |
| Gallardon                      | Montlouet                                         | fusion association (fusion simple depuis le 1-1-2016)                                                      | 27 novembre 1972 (Arrêté)                           | 13 décembre 1972               |
| Thimert-Gâtelles               | Thimert                                           | fusion association                                                                                         | 13 novembre 1972 (Arrêté)                           | 1er décembre 1972              |
| Thimert-Gâtelles               | Gâtelles                                          | fusion association                                                                                         | 13 novembre 1972 (Arrêté)                           | 1er décembre 1972              |
| Tremblay-les-Villages          | Le Tremblay-le-Vicomte                            | fusion association (fusion simple depuis le 1-8-2020)                                                      | 7 novembre 1972 (Arrêté)                            | 1er décembre 1972              |
| Tremblay-les-Villages          | Chêne-Chenu                                       | fusion association (fusion simple depuis le 1-8-2020)                                                      | 7 novembre 1972 (Arrêté)                            | 1er décembre 1972              |
| Tremblay-les-Villages          | Écublé                                            | fusion association (fusion simple depuis le 1-8-2020)                                                      | 7 novembre 1972 (Arrêté)                            | 1er décembre 1972              |
| Tremblay-les-Villages          | Gironville-et-Neuville                            | fusion association (fusion simple depuis le 1-8-2020)                                                      | 7 novembre 1972 (Arrêté)                            | 1er décembre 1972              |
| Tremblay-les-Villages          | Saint-Chéron-des-Champs                           | fusion association (fusion simple depuis le 1-8-2020)                                                      | 7 novembre 1972 (Arrêté)                            | 1er décembre 1972              |
| Tremblay-les-Villages          | Theuvy-Achères                                    | fusion association (fusion simple depuis le 1-8-2020)                                                      | 7 novembre 1972 (Arrêté)                            | 1er décembre 1972              |
| Bailleau-Armenonville          | Bailleau-sous-Gallardon                           | fusion association                                                                                         | 6 novembre 1972 (Arrêté)                            | 7 décembre 1972                |
| Bailleau-Armenonville          | Armenonville-les-Gâtineaux                        | fusion association                                                                                         | 6 novembre 1972 (Arrêté)                            | 7 décembre 1972                |
| La Bourdinière-Saint-Loup      | Boisvillette                                      | fusion association (fusion simple depuis le 1-1-1977)                                                      | 6 novembre 1972 (Arrêté)                            | 24 novembre 1972               |
| La Bourdinière-Saint-Loup      | Saint-Loup                                        | fusion association (fusion simple depuis le 1-1-1977)                                                      | 6 novembre 1972 (Arrêté)                            | 24 novembre 1972               |
| Dampierre-sur-Blévy            | Dampierre-sur-Blévy                               | fusion | 23 juillet 1955 (Arrêté)                            | 20 octobre 1955                |
| Dampierre-sur-Blévy            | Feuilleuse                                        | fusion | 23 juillet 1955 (Arrêté)                            | 20 octobre 1955                |
| Rueil-la-Gadelière             | Rueil                                             | fusion | 23 janvier 1858 (Décret)                            | 23 janvier 1858 (Décret)       |
| Rueil-la-Gadelière             | La Gadelière                                      | fusion | 23 janvier 1858 (Décret)                            | 23 janvier 1858 (Décret)       |
| Chêne-Chenu                    | Chêne-Chenu                                       | fusion | 25 avril 1855 (Loi)                                 | 25 avril 1855 (Loi)            |
| Chêne-Chenu                    | Villette-les-Bois (section de la Villette)        | fusion | 25 avril 1855 (Loi)                                 | 25 avril 1855 (Loi)            |
| Marville-les-Bois              | Marville-les-Bois                                 | fusion | 25 avril 1855 (Loi)                                 | 25 avril 1855 (Loi)            |
| Marville-les-Bois              | Villette-les-Bois (section de la Touche)          | fusion | 25 avril 1855 (Loi)                                 | 25 avril 1855 (Loi)            |
| Berchères-sur-Vesgre           | Berchères-sur-Vesgre                              | fusion | 18 avril 1854 (Décret)                              | 18 avril 1854 (Décret)         |
| Berchères-sur-Vesgre           | La Ville-l'Évêque                                 | fusion | 18 avril 1854 (Décret)                              | 18 avril 1854 (Décret)         |
| Boutigny                       | Boutigny                                          | fusion | 8 octobre 1846 (Ordonnance)                         | 8 octobre 1846 (Ordonnance)    |
| Boutigny                       | Saint-Projet                                      | fusion | 8 octobre 1846 (Ordonnance)                         | 8 octobre 1846 (Ordonnance)    |
| Meaucé                         | Meaucé                                            | fusion | 17 juin 1846 (Loi)                                  | 17 juin 1846 (Loi)             |
| Meaucé                         | Saint-Jean-des Meurgers (département de l'Orne)   | fusion | 17 juin 1846 (Loi)                                  | 17 juin 1846 (Loi)             |
| Serazereux                     | Serazereux                                        | fusion | 23 juin 1846 (Ordonnance)                           | 23 juin 1846 (Ordonnance)      |
| Serazereux                     | Fadainville                                       | fusion | 23 juin 1846 (Ordonnance)                           | 23 juin 1846 (Ordonnance)      |
| Le Tremblay-le-Vicomte         | Le Tremblay-le-Vicomte                            | fusion | 26 mai 1846 (Ordonnance)                            | 26 mai 1846 (Ordonnance)       |
| Le Tremblay-le-Vicomte         | Landouville                                       | fusion | 26 mai 1846 (Ordonnance)                            | 26 mai 1846 (Ordonnance)       |
| La Ferté-Vidame                | La Ferté-Vidame                                   | fusion | 16 avril 1844 (Ordonnance)                          | 16 avril 1844 (Ordonnance)     |
| La Ferté-Vidame                | Réveillon                                         | fusion | 16 avril 1844 (Ordonnance)                          | 16 avril 1844 (Ordonnance)     |
| Maillebois                     | Maillebois                                        | fusion | 11 juin 1842 (Loi)                                  | 11 juin 1842 (Loi)             |
| Maillebois                     | Saint-Germain-de-Lézeau (une partie)              | fusion | 11 juin 1842 (Loi)                                  | 11 juin 1842 (Loi)             |
| Maillebois                     | Saint-Martin-de-Lézeau (une partie)               | fusion | 11 juin 1842 (Loi)                                  | 11 juin 1842 (Loi)             |
| Saint-Maixme-Hauterive         | Saint-Maixme-Hauterive                            | fusion | 11 juin 1842 (Loi)                                  | 11 juin 1842 (Loi)             |
| Saint-Maixme-Hauterive         | Saint-Germain-de-Lézeau (une partie)              | fusion | 11 juin 1842 (Loi)                                  | 11 juin 1842 (Loi)             |
| Saint-Maixme-Hauterive         | Saint-Martin-de-Lézeau (une partie)               | fusion | 11 juin 1842 (Loi)                                  | 11 juin 1842 (Loi)             |
| Fessanvilliers-Mattanvilliers  | Fessanvilliers                                    | fusion | 20 mai 1839 (Ordonnance)                            | 20 mai 1839 (Ordonnance)       |
| Fessanvilliers-Mattanvilliers  | Mattanvilliers                                    | fusion | 20 mai 1839 (Ordonnance)                            | 20 mai 1839 (Ordonnance)       |
| Theuvy-Achères                 | Theuvy                                            | fusion | 20 mai 1839 (Ordonnance)                            | 20 mai 1839 (Ordonnance)       |
| Theuvy-Achères                 | Achères                                           | fusion | 20 mai 1839 (Ordonnance)                            | 20 mai 1839 (Ordonnance)       |
| Saint-Maixme-Hauterive         | Saint-Maixme                                      | fusion | 14 mai 1837 (Ordonnance)                            | 14 mai 1837 (Ordonnance)       |
| Saint-Maixme-Hauterive         | Hauterive                                         | fusion | 14 mai 1837 (Ordonnance)                            | 14 mai 1837 (Ordonnance)       |
| Saint-Denis-d'Authou           | Saint-Denis-d'Authou                              | fusion | 14 juillet 1836 (Ordonnance)                        | 14 juillet 1836 (Ordonnance)   |
| Saint-Denis-d'Authou           | Saint-Hilaire-des-Noyers                          | fusion | 14 juillet 1836 (Ordonnance)                        | 14 juillet 1836 (Ordonnance)   |
| Les Corvées-les-Yys            | Les Corvées                                       | fusion | 18 mars 1836 (Ordonnance)                           | 18 mars 1836 (Ordonnance)      |
| Les Corvées-les-Yys            | Les Yys                                           | fusion | 18 mars 1836 (Ordonnance)                           | 18 mars 1836 (Ordonnance)      |
| Authon                         | Authon                                            | fusion | 15 février 1836 (Ordonnance)                        | 15 février 1836 (Ordonnance)   |
| Authon                         | Saint-Lubin-des-Cinq-Fonts                        | fusion | 15 février 1836 (Ordonnance)                        | 15 février 1836 (Ordonnance)   |
| Nonvilliers-Grandhoux          | Nonvilliers                                       | fusion | 15 février 1836 (Ordonnance)                        | 15 février 1836 (Ordonnance)   |
| Nonvilliers-Grandhoux          | Grandhoux                                         | fusion | 15 février 1836 (Ordonnance)                        | 15 février 1836 (Ordonnance)   |
| Fontaine-Simon                 | Fontaine-Simon                                    | fusion | 22 décembre 1835 (Ordonnance)                       | 22 décembre 1835 (Ordonnance)  |
| Fontaine-Simon                 | La Ferrière-au-Val-Germond                        | fusion | 22 décembre 1835 (Ordonnance)                       | 22 décembre 1835 (Ordonnance)  |
| Les Autels-Villevillon         | Les Autels-Saint-Éloi                             | fusion | 15 février 1835 (Ordonnance)                        | 15 février 1835 (Ordonnance)   |
| Les Autels-Villevillon         | Villevillon                                       | fusion | 15 février 1835 (Ordonnance)                        | 15 février 1835 (Ordonnance)   |
| Saint-Maurice-Saint-Germain    | Saint-Maurice-de-Gasloup                          | fusion | 15 février 1835 (Ordonnance)                        | 15 février 1835 (Ordonnance)   |
| Saint-Maurice-Saint-Germain    | Saint-Germain-de-l'Épinay                         | fusion | 15 février 1835 (Ordonnance)                        | 15 février 1835 (Ordonnance)   |
| Trizay-Coutretot-Saint-Serge   | Trizay-au-Perche                                  | fusion | 15 février 1835 (Ordonnance)                        | 15 février 1835 (Ordonnance)   |
| Trizay-Coutretot-Saint-Serge   | Coutretot                                         | fusion | 15 février 1835 (Ordonnance)                        | 15 février 1835 (Ordonnance)   |
| Trizay-Coutretot-Saint-Serge   | Saint-Serge                                       | fusion | 15 février 1835 (Ordonnance)                        | 15 février 1835 (Ordonnance)   |
| Beaumont-les-Autels            | Beaumont-le-Chartif                               | fusion | 5 janvier 1835 (Ordonnance)                         | 5 janvier 1835 (Ordonnance)    |
| Beaumont-les-Autels            | Les Autels-Tubœuf                                 | fusion | 5 janvier 1835 (Ordonnance)                         | 5 janvier 1835 (Ordonnance)    |
| Belhomert-Guéhouville          | Belhomert                                         | fusion | 5 septembre 1834 (Ordonnance)                       | 5 septembre 1834 (Ordonnance)  |
| Belhomert-Guéhouville          | Guéhouville                                       | fusion | 5 septembre 1834 (Ordonnance)                       | 5 septembre 1834 (Ordonnance)  |
| Fains-la-Folie                 | Fains                                             | fusion | 28 avril 1834 (Ordonnance)                          | 28 avril 1834 (Ordonnance)     |
| Fains-la-Folie                 | La Folie-Herbault                                 | fusion | 28 avril 1834 (Ordonnance)                          | 28 avril 1834 (Ordonnance)     |
| Bonneval                       | Bonneval                                          | fusion | 1er juillet 1829 (Ordonnance)                       | 1er juillet 1829 (Ordonnance)  |
| Bonneval                       | Saint-Maurice-sur-Loir                            | fusion | 1er juillet 1829 (Ordonnance)                       | 1er juillet 1829 (Ordonnance)  |
| Conie-Molitard                 | Conie                                             | fusion | 29 avril 1829 (Ordonnance)                          | 29 avril 1829 (Ordonnance)     |
| Conie-Molitard                 | Molitard                                          | fusion | 29 avril 1829 (Ordonnance)                          | 29 avril 1829 (Ordonnance)     |
| Guillonville                   | Guillonville                                      | fusion | 22 novembre 1829 (Ordonnance)                       | 22 novembre 1829 (Ordonnance)  |
| Guillonville                   | Bourneville                                       | fusion | 22 novembre 1829 (Ordonnance)                       | 22 novembre 1829 (Ordonnance)  |
| Alluyes                        | Alluyes                                           | fusion | 25 mai 1828 (Ordonnance)                            | 25 mai 1828 (Ordonnance)       |
| Alluyes                        | Saint-Germain-lès-Alluyes (une partie)            | fusion | 25 mai 1828 (Ordonnance)                            | 25 mai 1828 (Ordonnance)       |
| Montboissier                   | Montboissier                                      | fusion | 25 mai 1828 (Ordonnance)                            | 25 mai 1828 (Ordonnance)       |
| Montboissier                   | Saint-Germain-lès-Alluyes (une partie)            | fusion | 25 mai 1828 (Ordonnance)                            | 25 mai 1828 (Ordonnance)       |
| Logron                         | Logron                                            | fusion | 6 mars 1828 (Ordonnance)                            | 6 mars 1828 (Ordonnance)       |
| Logron                         | Saint-Lubin-d'Isigny (une partie)                 | fusion | 6 mars 1828 (Ordonnance)                            | 6 mars 1828 (Ordonnance)       |
| Marboué                        | Marboué                                           | fusion | 6 mars 1828 (Ordonnance)                            | 6 mars 1828 (Ordonnance)       |
| Marboué                        | Saint-Lubin-d'Isigny (une partie)                 | fusion | 6 mars 1828 (Ordonnance)                            | 6 mars 1828 (Ordonnance)       |
| Bonneval                       | Bonneval                                          | fusion | 3 octobre 1827 (Ordonnance)                         | 3 octobre 1827 (Ordonnance)    |
| Bonneval                       | Saint-Martin-du-Péan                              | fusion | 3 octobre 1827 (Ordonnance)                         | 3 octobre 1827 (Ordonnance)    |
| Le Gault-Saint-Denis           | Le Gault-en-Beauce                                | fusion | 27 septembre 1827 (Ordonnance)                      | 27 septembre 1827 (Ordonnance) |
| Le Gault-Saint-Denis           | Saint-Denis-de-Cernelles                          | fusion | 27 septembre 1827 (Ordonnance)                      | 27 septembre 1827 (Ordonnance) |
| Meslay-le-Vidame               | Meslay-le-Vidame                                  | fusion | 27 septembre 1827 (Ordonnance)                      | 27 septembre 1827 (Ordonnance) |
| Meslay-le-Vidame               | Andeville                                         | fusion | 27 septembre 1827 (Ordonnance)                      | 27 septembre 1827 (Ordonnance) |
| Saint-Maur                     | Saint-Maur                                        | fusion | 21 septembre 1827 (Ordonnance)                      | 21 septembre 1827 (Ordonnance) |
| Saint-Maur                     | Lolon                                             | fusion | 21 septembre 1827 (Ordonnance)                      | 21 septembre 1827 (Ordonnance) |
| Saumeray                       | Saumeray                                          | fusion | 21 septembre 1827 (Ordonnance)                      | 21 septembre 1827 (Ordonnance) |
| Saumeray                       | Montemain                                         | fusion | 21 septembre 1827 (Ordonnance)                      | 21 septembre 1827 (Ordonnance) |
| Grandville-Gaudreville         | Grandville                                        | fusion | 5 mars 1823 (Ordonnance)                            | 5 mars 1823 (Ordonnance)       |
| Grandville-Gaudreville         | Gaudreville                                       | fusion | 5 mars 1823 (Ordonnance)                            | 5 mars 1823 (Ordonnance)       |
| Nogent-le-Rotrou               | Nogent-le-Rotrou                                  | fusion | 1795-1800                                           | 1795-1800                      |
| Nogent-le-Rotrou               | Saint-Hilaire                                     | fusion | 1795-1800                                           | 1795-1800                      |
| Le Tremblay-le-Vicomte         | Le Tremblay-le-Vicomte                            | fusion | 1795-1800                                           | 1795-1800                      |
| Le Tremblay-le-Vicomte         | Les Chaises                                       | fusion | 1795-1800                                           | 1795-1800                      |
| La Chapelle-Fortin             | La Chapelle-Fortin                                | fusion | 1790-1794                                           | 1790-1794                      |
| La Chapelle-Fortin             | Bonvilliers                                       | fusion | 1790-1794                                           | 1790-1794                      |
| La Chaussée-d'Ivry             | La Chaussée-d'Ivry                                | fusion | 1790-1794                                           | 1790-1794                      |
| La Chaussée-d'Ivry             | Nantilly                                          | fusion | 1790-1794                                           | 1790-1794                      |
| Digny                          | Digny                                             | fusion | 1790-1794                                           | 1790-1794                      |
| Digny                          | Le Charmois                                       | fusion | 1790-1794                                           | 1790-1794                      |
| Épernon                        | Épernon                                           | fusion | 1790-1794                                           | 1790-1794                      |
| Épernon                        | Bourg-Saint-Thomas                                | fusion | 1790-1794                                           | 1790-1794                      |
| Épernon                        | La Madeleine d'Épernon                            | fusion | 1790-1794                                           | 1790-1794                      |
| Levasville-Saint-Sauveur       | Saint-Sauveur                                     | fusion | 1790-1794                                           | 1790-1794                      |
| Levasville-Saint-Sauveur       | Levasville                                        | fusion | 1790-1794                                           | 1790-1794                      |
| Mainvilliers                   | Mainvilliers                                      | fusion | 1790-1794                                           | 1790-1794                      |
| Mainvilliers                   | Lucé (commune rétablie en 1836)                   | fusion | 1790-1794                                           | 1790-1794                      |
| Le Mesnil-Thomas               | Le Mesnil-Thomas                                  | fusion | 1790-1794                                           | 1790-1794                      |
| Le Mesnil-Thomas               | Les Épineraies                                    | fusion | 1790-1794                                           | 1790-1794                      |
| Le Mesnil-Thomas               | Saint-Étienne-de-la-Burgondière                   | fusion | 1790-1794                                           | 1790-1794                      |
| Saint-Ange-et-Torçay           | Saint-Ange                                        | fusion | 1790-1794                                           | 1790-1794                      |
| Saint-Ange-et-Torçay           | Torçay                                            | fusion | 1790-1794                                           | 1790-1794                      |
| Saint-Lubin-de-la-Haye         | Saint-Lubin-de-la-Haye                            | fusion | 1790-1794                                           | 1790-1794                      |
| Saint-Lubin-de-la-Haye         | Saint-Sulpice-de-la-Haye                          | fusion | 1790-1794                                           | 1790-1794                      |

## Créations et rétablissements
| Nom de la commune créée | Commune affectée            | Mode de création                             | Date (et nature) de la décision | Date d'effet             |
| ----------------------- | --------------------------- | -------------------------------------------- | ------------------------------- | ------------------------ |
| La Framboisière         | La Framboisière-la-Saucelle | Démembrement et suppression (rétablissement) | 18 février 1986 (Arrêté)        | 1er janvier 1987         |
| La Saucelle             | La Framboisière-la-Saucelle | Démembrement et suppression (rétablissement) | 18 février 1986 (Arrêté)        | 1er janvier 1987         |
| Saint-Maixme-Hauterive  | Maillebois                  | Démembrement (rétablissement)                | 13 mai 1981 (Arrêté)            | 1er janvier 1982         |
| Lucé                    | Mainvilliers                | Démembrement (rétablissement)                | 4 mars 1836 (Ordonnance)        | 4 mars 1836 (Ordonnance) |

## Modifications de nom officiel
| Ancien nom               | Nouveau nom                 | Date (et nature) de la décision                                     |
| ------------------------ | --------------------------- | ------------------------------------------------------------------- |
| Commune nouvelle d'Arrou | Vald'Yerre                  | 28 décembre 2022 (Décret)                                           |
| Brézolles                | Brezolles                   | 1er janvier 1997 (Date d'effet) Correction d'une erreur par l'INSEE |
| Thiron                   | Thiron Gardais              | 30 janvier 1987 (Décret) ,                                          |
| Gasville                 | Gasville-Oisème             | 30 mai 1986 (Décret)                                                |
| Saint-Cloud              | Saint-Cloud-en-Dunois       | 29 décembre 1982 (Décret)                                           |
| Illiers                  | Illiers-Combray             | 29 mars 1971 (Décret)                                               |
| Saint-Symphorien         | Saint-Symphorien-le-Château | 26 décembre 1968 (Décret)                                           |
| Saint-Denis-de-Moronval  | Sainte-Gemme-Moronval       | 25 janvier 1955 (Décret)                                            |
| Lutz                     | Lutz-en-Dunois              | 24 mai 1954 (Décret)                                                |
| Boutigny                 | Boutigny-sur-Opton          | 26 octobre 1949 (Décret)                                            |
| Châtillon                | Châtillon-en-Dunois         | 29 avril 1939 (Décret)                                              |
| Cloyes                   | Cloyes-sur-le-Loir          | 3 novembre 1938 (Décret)                                            |
| Saint-Maur               | Saint-Maur-sur-le-Loir      | 3 novembre 1938 (Décret)                                            |
| Marolles                 | Marolles-les-Buis           | 19 décembre 1936 (Décret)                                           |
| Houville                 | Houville-la-Branche         | 3 décembre 1936 (Décret)                                            |
| Authon                   | Authon-du-Perche            | 30 mars 1935 (Décret)                                               |
| Gironville               | Gironville-et-Neuville      | 26 avril 1933 (Décret)                                              |
| Droue                    | Droue-sur-Drouette          | 20 février 1932 (Décret)                                            |
| Villemeux                | Villemeux-sur-Eure          | 20 février 1928 (Décret)                                            |
| Boissy-le-Sec            | Boissy-lès-Perche           | 16 mars 1924 (Décret)                                               |
| Courville                | Courville-sur-Eure          | 29 janvier 1921 (Décret)                                            |
| Orgères                  | Orgères-en-Beauce           | 4 février 1914 (Décret)                                             |
| Souancé                  | Souancé-au-Perche           | 15 novembre 1912 (Décret)                                           |
| Saint-Cloud              | Saint-Cloud-en-Dunois       | 19 juillet 1903 (Décret)                                            |
| Loigny                   | Loigny-la-Bataille          | 7 décembre 1901 (Décret)                                            |
| Oisonville               | Oysonville                  | 1897                                                                |
| Clévilliers-le-Moutier   | Clévilliers                 | 26 août 1896 (Décret)                                               |
| Berchères-l'Évêque       | Berchères-les-Pierres       | 27 novembre 1879 (Décret)                                           |
| Courtalin                | Courtalain                  | 6 mars 1858 (Décret)                                                |
| Levasville-Saint-Sauveur | Saint-Sauveur-Levasville    | 17 octobre 1847 (Ordonnance)                                        |
| Saint-Chéron-du-Chemin   | Le Gué-de-Longroi           | 31 mars 1838 (Ordonnance)                                           |

## Modifications de limites communales
Le plus souvent, les modifications des limites communales décidées par arrêtés préfectoraux ne sont pas répertoriées dans le Journal officiel ni dans le Bulletin officiel.
| La commune de...                          | ... cède du territoire à la commune de...    | Précisions                                                  | Date (et nature) de la décision |
| ----------------------------------------- | -------------------------------------------- | ----------------------------------------------------------- | ------------------------------- |
| Hanches                                   | Épernon                                      | 100 habitants                                               | 19 juin 1986 (Arrêté)           |
| Luisant Lucé                              | Lucé Luisant                                 |                                                             | 20 août 1976 (Décret)           |
| Dreux                                     | Sainte-Gemme-Moronval                        | 10 habitants                                                | 20 novembre 1967 (Arrêté)       |
| Chartres Gellainville                     | Gellainville Chartres                        |                                                             | 27 août 1965 (Décret)           |
| Luigny                                    | Frazé                                        | Superficie de 18 a 75 ca                                    | 11 mai 1965 (Décret)            |
| Frazé                                     | Luigny                                       | Superficie de 34 a 40 ca                                    | 11 mai 1965 (Décret)            |
| Saint-Denis-les-Ponts                     | Douy                                         | 4 habitants Superficie de 58 a 26 ca                        | 27 mai 1964 (Décret)            |
| Artenay (département du Loiret)           | Dambron                                      | Superficie de 1 ha 22 a 37 ca                               | 18 septembre 1961 (Décret)      |
| Dambron                                   | Artenay (département du Loiret)              | Superficie de 1 ha 22 a 09 ca                               | 18 septembre 1961 (Décret)      |
| Saint-Denis-d'Authou                      | Thiron                                       | 34 habitants Superficie de 16 ha 35 a 10 ca                 | 19 février 1959 (Décret)        |
| Les Corvées-les-Yys                       | Les Châtelliers-Notre-Dame                   | Hameau de Fausserville                                      | 29 août 1953 (Décret)           |
| Fontenay-sur-Conie                        | Orgères-en-Beauce                            | Hameau de la Maladrerie                                     | 17 juillet 1952 (Décret)        |
| Janville Toury                            | Toury Janville                               |                                                             | 29 septembre 1951 (Arrêté)      |
| Saint-Hilarion (département des Yvelines) | Épernon                                      |                                                             | 23 janvier 1951 (Décret)        |
| Abondant                                  | Sorel-Moussel                                | Hameaux des Vieilles-Ventes et du Pré-Ballu                 | 14 juillet 1860 (Loi)           |
| Moinville-la-Jeulin                       | Santeuil                                     | Territoire de Barbainville                                  | 10 mars 1855 (Décret)           |
| Dreux Vernouillet                         | Vernouillet Dreux                            |                                                             | 10 juin 1853 (Loi)              |
| Épernon Hanches                           | Hanches Épernon                              |                                                             | 4 juin 1853 (Loi)               |
| Saint-Pellerin                            | Courtalin                                    |                                                             | 3 juillet 1846 (Loi)            |
| Meaucé                                    | Le Pas-Saint-l'Homer (département de l'Orne) | Une partie de l'ancienne commune de Saint-Jean-des-Meurgers | 17 juin 1846 (Loi)              |

## Communes associées
Liste des communes ayant, ou ayant eu (en italique), à la suite d'une fusion, le statut de commune associée.
| Nom de la commune          | Code INSEE | Fusion-association                     | Fusion-association | Fusion-association       | Fusion-association                       | D - Défusion ou F - transformation de l'association en fusion simple | D - Défusion ou F - transformation de l'association en fusion simple | D - Défusion ou F - transformation de l'association en fusion simple | D - Défusion ou F - transformation de l'association en fusion simple |
| Nom de la commune          | Code INSEE | date de la décision                    | date d'effet       | commune absorbante       | nom de la commune résultant de la fusion | D/F                                                                  | date de la décision                                                  | date d'effet                                                         | commentaire                                                          |
| -------------------------- | ---------- | -------------------------------------- | ------------------ | ------------------------ | ---------------------------------------- | -------------------------------------------------------------------- | -------------------------------------------------------------------- | -------------------------------------------------------------------- | -------------------------------------------------------------------- |
| Mervilliers                | 28244      | Arrêté préfectoral du 7 décembre 1972  | 28 décembre 1972   | Allaines                 | Allaines-Mervilliers                     | F                                                                    | Arrêté préfectoral du 4 août 2011,                                   | 6 août 2011                                                          |                                                                      |
| Armenonville-les-Gâtineaux | 28011      | Arrêté préfectoral du 6 novembre 1972  | 7 décembre 1972    | Bailleau-sous-Gallardon  | Bailleau-Armenonville                    |                                                                      |                                                                      |                                                                      |                                                                      |
| Saint-Germain-la-Gâtine    | 28338      | Arrêté préfectoral du 11 décembre 1972 | 14 décembre 1972   | Berchères-la-Maingot     | Berchères-Saint-Germain                  |                                                                      |                                                                      |                                                                      |                                                                      |
| Saint-Loup                 | 28345      | Arrêté préfectoral du 6 novembre 1972  | 24 novembre 1972   | Boisvillette             | La Bourdinière-Saint-Loup                | F                                                                    | Arrêté préfectoral du 7 décembre 1976                                | 1er janvier 1977                                                     |                                                                      |
| Prouais                    | 28307      | Arrêté préfectoral du 29 décembre 1972 | 29 décembre 1972   | Boutigny-sur-Opton       | Boutigny-Prouais                         |                                                                      |                                                                      |                                                                      |                                                                      |
| Mainterne                  | 28228      | Arrêté préfectoral du 7 décembre 1972  | 22 décembre 1972   | Crucey                   | Crucey-Villages                          |                                                                      |                                                                      |                                                                      |                                                                      |
| Vitray-sous-Brézolles      | 28420      | Arrêté préfectoral du 7 décembre 1972  | 22 décembre 1972   | Crucey                   | Crucey-Villages                          |                                                                      |                                                                      |                                                                      |                                                                      |
| La Saucelle                | 28368      | Arrêté préfectoral du 13 décembre 1972 | 22 décembre 1972   | La Framboisière          | La Framboisière-la-Saucelle              | D                                                                    | Arrêté préfectoral du 18 février 1986                                | 1er janvier 1987                                                     | La Framboisière-la-Saucelle reprend le nom de La Framboisière        |
| Montlouet                  | 28266      | Arrêté préfectoral du 27 novembre 1972 | 13 décembre 1972   | Gallardon                | Gallardon                                |                                                                      |                                                                      |                                                                      |                                                                      |
| Blévy                      | 28043      | Arrêté préfectoral du 13 décembre 1972 | 26 décembre 1972   | Maillebois               | Maillebois                               |                                                                      |                                                                      |                                                                      |                                                                      |
| Dampierre-sur-Blévy        | 28125      | Arrêté préfectoral du 13 décembre 1972 | 26 décembre 1972   | Maillebois               | Maillebois                               |                                                                      |                                                                      |                                                                      |                                                                      |
| Saint-Maixme-Hauterive     | 28351      | Arrêté préfectoral du 13 décembre 1972 | 26 décembre 1972   | Maillebois               | Maillebois                               | D                                                                    | Arrêté préfectoral du 13 mai 1981                                    | 1er janvier 1982                                                     |                                                                      |
| Vacheresses-les-Basses     | 28399      | Arrêté préfectoral du 26 décembre 1972 | 27 décembre 1972   | Nogent-le-Roi            | Nogent-le-Roi                            |                                                                      |                                                                      |                                                                      |                                                                      |
| Marville-les-Bois          | 28238      | Arrêté préfectoral du 4 décembre 1972  | 20 décembre 1972   | Saint-Sauveur-Levasville | Saint-Sauveur-Marville                   |                                                                      |                                                                      |                                                                      |                                                                      |
| Tardais                    | 28381      | Arrêté préfectoral du 15 décembre 1972 | 22 décembre 1972   | Senonches                | Senonches                                |                                                                      |                                                                      |                                                                      |                                                                      |
| La Ville-aux-Nonains       | 28413      | Arrêté préfectoral du 15 décembre 1972 | 22 décembre 1972   | Senonches                | Senonches                                |                                                                      |                                                                      |                                                                      |                                                                      |
| Gâtelles                   | 28174      | Arrêté préfectoral du 13 novembre 1972 | 1er décembre 1972  | Thimert                  | Thimert-Gâtelles                         |                                                                      |                                                                      |                                                                      |                                                                      |
| Chêne-Chenu                | 28097      | Arrêté préfectoral du 7 novembre 1972  | 1er décembre 1972  | Le Tremblay-le-Vicomte   | Tremblay-les-Villages                    |                                                                      |                                                                      |                                                                      |                                                                      |
| Écublé                     | 28138      | Arrêté préfectoral du 7 novembre 1972  | 1er décembre 1972  | Le Tremblay-le-Vicomte   | Tremblay-les-Villages                    |                                                                      |                                                                      |                                                                      |                                                                      |
| Gironville-et-Neuville     | 28181      | Arrêté préfectoral du 7 novembre 1972  | 1er décembre 1972  | Le Tremblay-le-Vicomte   | Tremblay-les-Villages                    |                                                                      |                                                                      |                                                                      |                                                                      |
| Saint-Chéron-des-Champs    | 28328      | Arrêté préfectoral du 7 novembre 1972  | 1er décembre 1972  | Le Tremblay-le-Vicomte   | Tremblay-les-Villages                    |                                                                      |                                                                      |                                                                      |                                                                      |
| Theuvy-Achères             | 28384      | Arrêté préfectoral du 7 novembre 1972  | 1er décembre 1972  | Le Tremblay-le-Vicomte   | Tremblay-les-Villages                    |                                                                      |                                                                      |                                                                      |                                                                      |